# ホットコーヒー問題
ホットコーヒー問題（ホットコーヒーもんだい）、または、ホットコーヒー事件（ホットコーヒーじけん）とは、アメリカ合衆国のテイクツー・インタラクティブ傘下のロックスター・ゲームス社が開発・発売した2004年のクライムアクションゲーム『グランド・セフト・オート：サンアンドレアス』（以下、『サンアンドレアス』と表記）の内容を巡って起こった事件、社会問題である。アメリカでは政治家や各種政治団体を巻き込み、大きな社会問題として取り上げられた。
「ホットコーヒー（Hot Coffee）」とは『サンアンドレアス』内にあらかじめ封印されていたミニゲームの非公式名称であり、これを発見したゲーム改造のコミュニティが提供した改造コード（MOD）によって有効にすることで、主人公のカール・ジョンソン（通称CJ）がゲーム内でガールフレンドと性交を行えるというものであった。ロックスター・ゲームスの社長であるサム・ハウザーはグランド・セフト・オートシリーズの宣伝を兼ねた過激な描写を盛り込むことに意欲的であり、ヌードや性的な内容を入れることを構想していた。しかし、ESRBレーティングで「Adults Only 18+（成人のみ）」を避けて「Mature 17+（成人向け）」を獲得するために、これら内容を大幅に縮小せざるを得なくなった。ここで開発チームは、既に作られていたミニゲームを削除するのではなく、プレイヤーがアクセスできないように封印する形で対応した。しかし、プログラムコード分析の専門家がPlayStation 2版でこのコードを発見し、さらにMOD製作者のパトリック・ウィルデンボルフがWindows版において、このミニゲームをアンロックするためのMODを「Hot Coffee」という名でオンライン上に公開した。
このミニゲームの発覚は、ロックスター・ゲームスとその親会社であるテイクツー・インタラクティブにとって、激しい法的な反発を招くことになった。当初、両社は沈黙を貫いていたが、後にロックスターはミニゲームはMOD製作者が製作したものとする声明を発表した。ESRBは調査の結果、レーティングを「Adults Only 18+」に変更し、オーストラリアでは性的に露骨な内容が削除されるまで販売禁止処分となった。ロックスターとテイクツーは、ゲームに含まれる露骨なコンテンツの範囲を開示しなかったとして連邦取引委員会（FTC）から警告を受け、また、購入者を欺いたとして集団訴訟（クラスアクション）を起こされた。
この一件はゲーム業界に大きな衝撃を与えた。当初、ロックスターが公式声明を拒否したことは業界や改造コミュニティから不評を買った。また、ESRBは露骨なコンテンツの一定度の開示を拒んだゲーム開発者に対して最高100万ドルの罰金を課す方針を発表した。「Hot Coffee」は、その後のロックスターのゲームに絡んでも登場した。2020年、『レッド・デッド・リデンプション2』において同様のMODがNexus Modsに投稿され、ロックスターが削除する一件が起こった。また、2021年に販売された『グランド・セフト・オート:トリロジー:決定版』には『サンアンドレアス』のリマスター版が含まれていたが、リリース直後に不正なデータがあったとして一時販売停止が行われ、「Hot Coffee」の関連データだと疑われた。
本項ではMODファイル名を「Hot Coffee」、それによって利用可能となったミニゲームや、騒動名を「ホットコーヒー」と使い分ける。

## ゲームの概要
テイクツー・インタラクティブ傘下のロックスター・ゲームスは、PlayStation 2用ゲームとして、2004年10月26日にクライムアクションゲーム『グランド・セフト・オート：サンアンドレアス』（『サンアンドレアス』）をリリースした。続けて2005年6月7日に、Windows版とXbox版もリリースされた。
『サンアンドレアス』はグランド・セフト・オートシリーズの第5作目であり、2002年にリリースされた『グランド・セフト・オート：バイスシティ』の続編であった。『サンアンドレアス』は前作を発展させた形のものであり、マップは、前作の4倍の広さを持ち、より多くのロールプレイング要素が導入されていた。プレイヤーは、主人公のカール・ジョンソン（通称CJ）を操作し、髪型や服装を変えられる他、運動や食事によって体型を変えたり、射撃や運転の練習によって精度を上げるなどして、健康やストリートでの信用（ゲーム内ではリスペクトと呼ばれる）を維持できた。
ゲームのコミュニティには、ゲームのソースコード（プログラム）を解析して改造する「モッダー（modder）」と呼ばれる者たちがおり、彼らが公開するゲーム内容を改変する改造パッチを「MOD」と呼ぶが、『サンアンドレアス』のリリース以前より、グランド・セフト・オートシリーズは、こうした改造コミュニティから人気の高い作品であった:187–189。
『サンアンドレアス』では、キャラクターに対するカスタマイズ要素を導入することで、改造コミュニティ以外の人々にもゲーム改造をより身近なものとした。ロックスター・ゲームスの社長サム・ハウザーは、リリース前の記者会見において「ミションやストーリーの一部と、ゲーム内での"余暇"との境界線をもっと曖昧にしたかった（中略）すべての行動には結果が生じるように感じ、あなたはゲーム世界内に滞在する」と語っていた。
『サンアンドレアス』は、主人公CJが母親の葬儀に出席するため故郷である架空の州サンアンドレアスに帰ってきたところから始まる。ゲームは多数のクエスト（ミッション）を通して、CJが最終的に裏社会や犯罪組織の中心人物として成り上がることを目的としている。その中で包括的なプロット（ストーリーライン）は存在するが、オープンワールドゲームとしてメインストーリーとは直接関係のない他のアクティビティ（サブクエスト）も多く存在し、物語を補完している。
そうしたサブ要素の1つとして恋愛があり、ゲーム中では付き合うことが可能な6人のガールフレンドが登場する。彼女らとはストーリーの進行やマップ探索で出会うことが可能であり、またそれぞれに付き合う相手の容姿やデート内容の好みがある。CJはそれぞれの好みに合わせた行動を取ることで親密度を上げることが可能であり、その上がった親密度に応じて固有の報酬を得ることが可能である。
親密度が一定値を超えると、デートの終了時に相手からコーヒーブレイクに誘われる。これをプレイヤーが了承すると、CJと相手女性による性行為を行うカットシーンが流れる。
この時、通常バージョンでは、喘ぎ声やベッドが軋む音が流れるが、カメラは外から2人がいる建物を映すのみで、性行為自体を直接見ることはできないという演出が行われる。
MOD「Hot Coffee（ホットコーヒー）」を適用すると、このカットシーンが、ゲームのプログラム上には存在していたが封印されていたミニゲームに置き換えられた。このミニゲームでは、二人とも服を着たまま、CJがガールフレンドからフェラチオを受け、その後に正常位に移る。この時、プレイヤーは「左アナログスティックをリズムよく上下に振る」よう指示され、その操作に応じて興奮度ゲージが上昇する:199–200。
ボタン操作により、カメラアングルや体位を変更することもできた。興奮度ゲージが満たされるとゲームクリアとなり、ガールフレンドやゲームの演出として称賛を受けるが、反対にゲージが空になると「相手を満足されられなかった」として失敗となる。
また、リズムに合わせてボタンを押すことで、CJがガールフレンドの尻を叩き、興奮度ゲージが上昇するというスパンキングのミニゲームもあった。

## ミニゲームの開発と発覚

### ロックスター・ゲームスによる経緯

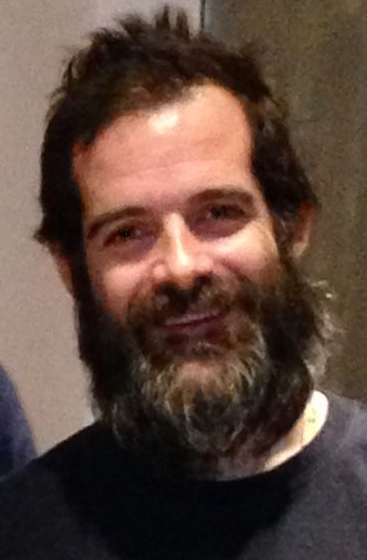
ロックスター・ゲームスの社長であるサム・ハウザーはゲーム内に性的な要素を盛り込むことを望んでいた。

グランド・セフト・オートシリーズで最初に商業的な成功を収めたのは2001年の『グランド・セフト・オートIII』であった。販売されて間もなく、ゲーム内の生々しい暴力や性的コンテンツは、ジョー・リーバーマンやジャック・トンプソンといった政治家などの著名人から批判を受け、論争を巻き起こした。その続編となる『グランド・セフト・オート：バイスシティ』（2002年）も商業的な成功を収めたが、これらソフトは、特に子供に対する暴力的なゲームの影響を懸念する者たちに目をつけられることとなった。
アメリカのゲームのレーティング機関であるエンターテインメントソフトウェアレイティング委員会（ESRB）は、2作品とも、レーティングを「M」（「Mature 17+」、成人向け）とし、ハウザーは、グランド・セフト・オートシリーズや、メディアとしてのテレビゲームは、子供向けには作られてはいないと批判に答えていた。
『サンアンドレアス』の発売前に行われた1Up.comによるインタビューでは、ハウザーは、本作が「三部作の正式な完結編」となり、『III』と『バイスシティ』の前日譚にあたると語っていた。
ハウザーとロックスター・ノース（ロックスター傘下の開発スタジオの1つ）のクリエイティブチームは、サンアンドレアスの開発において2つの大きな課題を掲げていた。1つ目は、シリーズを「マニアックなもの（uber-nerdy）」にはせず、より多くのロールプレイング要素を実装したいというものであった。もう1つは、これまでのシリーズを超える「人々の期待を超えるためにできる限りのことをする」という決意であった:172。
当時においてシリーズは、生々しい暴力や犯罪描写、粗野な言葉などが、その特徴として期待されており、ハウザーは「ゲームの"雰囲気"にあった新しい機能や相互作用」のためには、より露骨な性的コンテンツ方面にも手を伸ばすことが必要であると考えていた。
テレビゲームは依然として子供向けの娯楽と見なされていたがために、性的なコンテンツを含めることは開発者にとって困難なことであった。例えば、ゲームにヌード描写を含めると、ESRBレーティングは「AO」（Adults Only 18+、成人のみ）になる可能性が高く、この場合、販売できる市場が狭まり、ロックスターは大きな財政的負荷を負うことに繋がった:172–173。
2004年7月14日、ハウザーは同社のオペレーション・ディレクターであったジェニファー・コルベに、自身がゲームに盛り込むことを考えていた性的コンテンツのリストを電子メールで送った。これにはゲーム操作やカットシーンを問わず、オーラルセックス、性交、自慰、鞭打ちプレイ、ディルドなどが含まれていた。コルベは生々しい内容によりレーティングが「AO」になることを懸念する旨を伝え、クリエイティブチームはアメリカにおけるゲームの規制について調査を始めた。
8月16日、ロックスターの同設立者であるテリー・ドノヴァンはすべての市場におけるテレビゲームのレーティングシステムに適合するために、開発者が行う必要がある変更のリストをハウザーに電子メールで伝えた。スペインやイタリアなど一部の国ではヌードや性的描写に関するガイドラインが緩やかであったが、ESRBにおいては厳しく、「AO」を避けて盛り込むには、ハウザーやロックスターが望むコンテンツは大幅に限定されるものであった:178–179。
ハウザーがこの変更リストを受け取った時には、すでにゲームの発売は間近に迫っており、ソースコードに危険な影響を与えることなく、ゲームから露骨なコンテンツのみを削除するには時間が足りなかった。そこで開発者はコンテンツ自体はコード上に残したまま、プレイヤーがそこにアクセスできない形に封印する方法をとった。
ハウザーはPS版のリリース後の11月25日に『サンアンドレアス』のプロデューサーであるレスリー・ベンジーズに、間近に迫ったWindows版のリリースにおいて「どれだけ性描写を押し出せるか」を確認するよう依頼する電子メールを送った。ハウザーの当初の計画は、レーティングが異なる「M」と「AO」それぞれのバージョンをリリースするというものであったが、営業部は露骨な描写のゲームのリリースによってもたらされる財政的な影響を懸念したようである。そこでロックスターはレーティングが「M」のままリリースした後に、希望するプレイヤーには、生々しい内容を含む修正パッチを配布する方針を立てた。
2005年1月7日、ロックスターはリリースを予定するWindows版とXbox版をESRBに提出した。このバージョンは既にレビュー済みであったPS2版と同一であったために、同社がコンテンツディスクを委員会に送付する必要がなく、自動的に「M」が与えられた:192。

### 隠しデータの発見と「Hot Coffee」MODの公開
Windows版よりPlayStation 2版が先にリリースされたことは、コンソールゲームがPCゲームよりもハッキングや改変が困難という点で、改造コミュニティに影響を及ぼした:189。コンソール版ではソースコードに大きな編集を加えることができないため、モッダーたちは、PlayStation 2版は解析するに留めて、Windows版のリリース時に、その解析結果を踏まえた改造コードを作成・公開することを計画した。2004年12月、パトリック・ウィルデンボルフ（Patrick Wildenborg）を含むモッダーらのグループは「SEX」、「KISSING」、「SNM」、「BLOWJOBZ」などのファイル名を持つ複数のキャラクターアニメーションデータを発見した。これらデータはキャラクターモデルを適用することで、実際のアニメーションをプレビューすることができ、"Barton Waterduck"のハンドルネームで活動するあるモッダーは、この方法によってそれらデータが性的なコンテンツであると把握した。しかし、彼らが、この封印されたコードを公開するように改造するためにはWindows版のリリースまで待たねばならなかった。
ウィルデンボルフはオランダに住んでおり、Windows版のリリースはアメリカより3日遅れになるため、アメリカ在住のモッダー達と協力してゲームファイルに早くアクセスできるように手筈を整えていた。そしてアメリカのモッダー達からゲームスクリプトのコピーを受け取ったウィルデンボルフは、それをバイナリエディタで修正してミニゲームをアンロックしたバージョンを作成すると返送した。
2005年6月8日午後11時37分（CEST）、ウィルデンボルフは、彼の改造によってアンロックされたミニゲームの映像を受け取った:199。
彼は6月9日に、グランド・セフト・オートの改造サイトであるGTAGarage.com上にて、この改造パッチ（MODファイル）を公開し、名前はゲーム中の婉曲表現にちなんで「Hot Coffee」と名付けた。このファイルは4週間で100万回以上ダウンロードされた。
グランド・セフト・オートのネット掲示板で話題となったことで、このMODが公開された日にはハウザーは「Hot Coffee」を発見していた。
同日には、エンターテインメントソフトウェア協会（ESA）の会長であったダグ・ローウェンスタインも、このミニゲームを扱ったバイラル・ビデオから、それを把握した。その後、1ヶ月にわたり、ロックスターの広報部（パブリック・リレーションズ）は、この騒動に対してのコメント要請に一切応じないよう指示された。彼らは唯一、ローウェンスタインとESRBのパトリシア・ヴァンス会長には連絡を入れていたという。ロックスターは二人に対し、これは第三者によって改変された結果であり、今後行われる調査には応じると伝えていた:203–208。

## 反応

### レーティング変更と再リリース

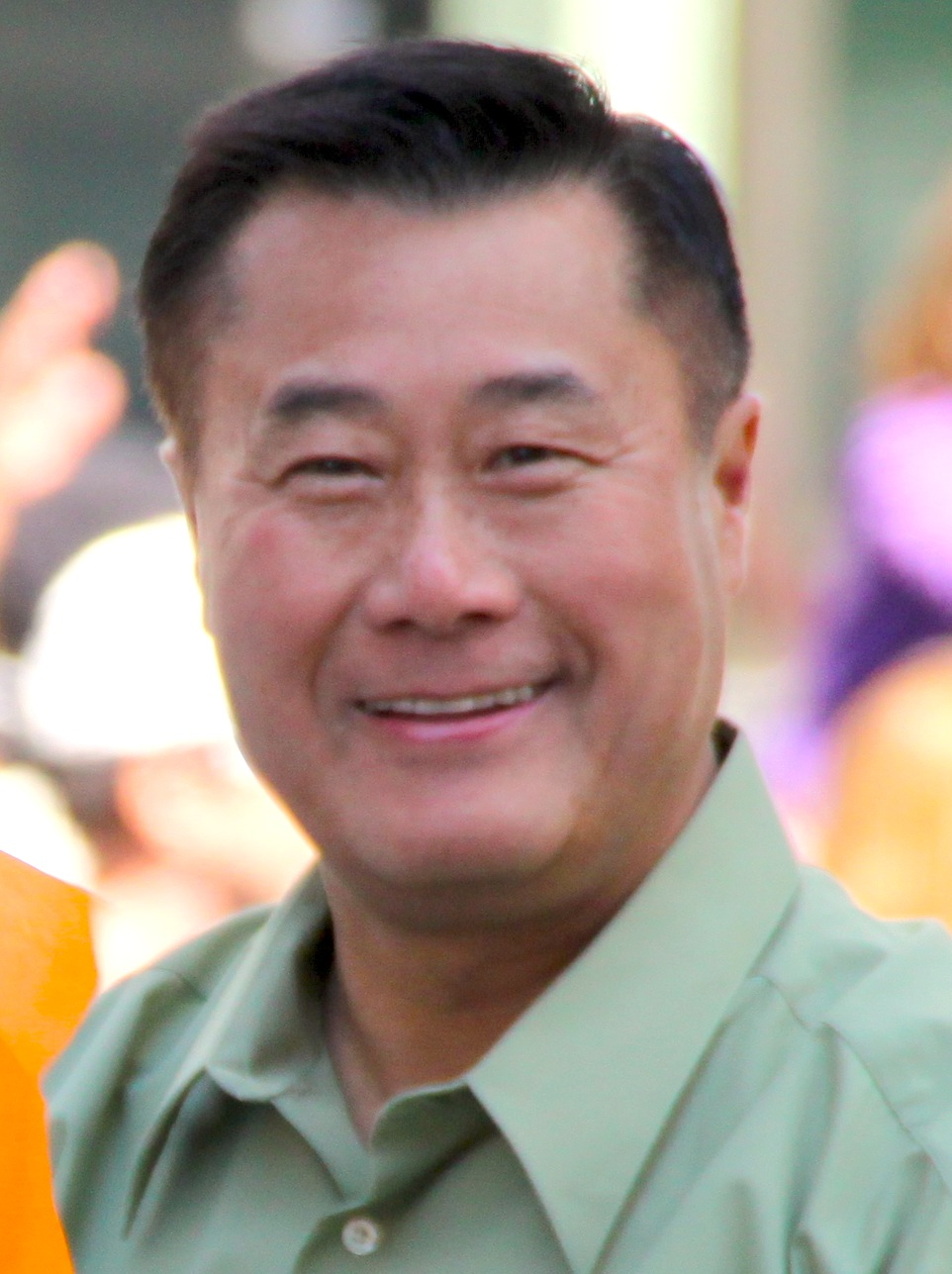
リーランド・イーはESRBが『サンアンドレアス』のレーティングを「AO」（Adult Only 18+）にしなかったことを批判した。

カリフォルニア州議会の上院議長代行であるリーランド・イーは、ESRBが、その暴力性と露骨な性行為のミニゲーム（Hot Coffee）があるにもかかわらず、『サンアンドレアス』のレーティングを「AO」にしなかったことを批難する声明を出した。
当時、イーは、カリフォルニア州が暴力的なテレビゲームに警告ラベルを貼り、小売店にはそのラベルが貼られたゲームを販売する際に客の身分証明書を確認することを義務付けるという法案（AB450法案）を推進していた。
翌日、ESRBのヴァンス会長は「これでは十字軍だ（中略）ESRBの機能（integrity）を弱体化させるものだ」と批難する一方で、「"Hot Coffee"改造における事態」について調査を開始したことを発表した。
また、7月12日にはオーストラリア政府の審査機関であるフィルム・文献分類管理局（OFLC、現ACB）が、オーストラリア司法長官フィリップ・ラドックの要請として、同ゲームについて独自に調査を開始すると発表した。OFLCは当初レーティングを「MA15+ （15歳以上のみ、CERO：D（17才以上対象）に相当。）」としていた。
「Hot Coffee」は公開当初からグランド・セフト・オートの改造コミュニティで人気があったが、イーの発言によって世間の注目も集めることとなった。
自身のウェブサイトにおいて作成者のウィルデンボルフは、ゲーム内に存在する露骨な性描写を作成した責任は否定した上で、そうした素材はソースコードを修正しない限り、アクセスできなかったものであり、「したがってチートやイースターエッグ、隠し機能と見なされるものではなく、おそらく最終的なリリースには至らなかったゲーム内容のアイデアの残骸の可能性が高い」と見解を述べていた。
7月14日にロックスターは「Hot Coffee」に関する一切の責任を否定する声明を出し、その中では「これは完全に、ゲームの正規のシーンを大きな労力をかけて改造したハッカー集団の仕業である」と非難していた。
2005年7月20日、ESRBは『サンアンドレアス』のすべてのエディションを「M」から「AO」に再指定すると発表した。この理由として、ロックスターが意図的に顧客に生々しいデータを提供するつもりはなかったことは認めるものの、このデータがゲームの最終ディスクに「完全にレンダリングされた、修正されていない状態で」存在し、「第三者による修正版が広範にわたって流通したことにより、複合的に（中略）当初のESRBレーティングの信頼性と実用性」が傷つけられたと説明した。
この結果、ウォルマート、ターゲット、ベスト・バイ、サーキット・シティなどの大手小売業者は、レーティングが「AO」のままである場合、すべての販売を直ちに停止すると発表した:223。
7月29日にOFLCは『サンアンドレアス』のレーティングを剥奪した。これは当時、オーストラリアにはCERO：Z（18才以上のみ対象）・USKの「18」に相当するレーティングの規定がなかったためであり、MA15+より過激な描写が含まれる場合に、その販売は全面的に禁止されるものであった。
再レーティングを受けてテイクツーは、「ホットコーヒー」にアクセス不可能なバージョンをリリースするまで、『サンアンドレアス』の全製造を停止した。
8月11日にロックスターはWindows版ユーザーを対象に、「ホットコーヒー」へのアクセスを禁止するパッチを公開した。
9月までに『サンアンドレアス』は修正され、Windows版およびXbox版は、元のレーティングである「M」としてリリースされた。
11月には「ホットコーヒー」のデータが含まれていないPlayStation 2版の『グランド・セフト・オート：サンアンドレアス - スペシャル・エディション』がリリースされた。
アメリカ以外ではロックスターが2015年9月に修正版をリリースし、オーストラリアでは「MA15+」のレーティングを受けた。
日本版のローカライズとリリースはカプコンが行ったが、「ホットコーヒー」発覚時はまだ未発売であり、アメリカやオーストラリアで起きたようなリリース後のレーティングの変更といったことは起きなかった。しかし、日本におけるレーティング機関であるコンピュータエンターテインメントレーティング機構（CERO）のレーティング基準に即するとして、性的に露骨なコンテンツのみならず、修正後のオリジナル版よりもさらに全体的な仕様変更が行われた。例えば、デート後の「コーヒーブレイク」自体は存在するものの、行為中は音声の演出などなく、ただ家が外から映し出されるだけであり、間接的な性描写すらも完全に削除されていた。

### 連邦政府による法的対応

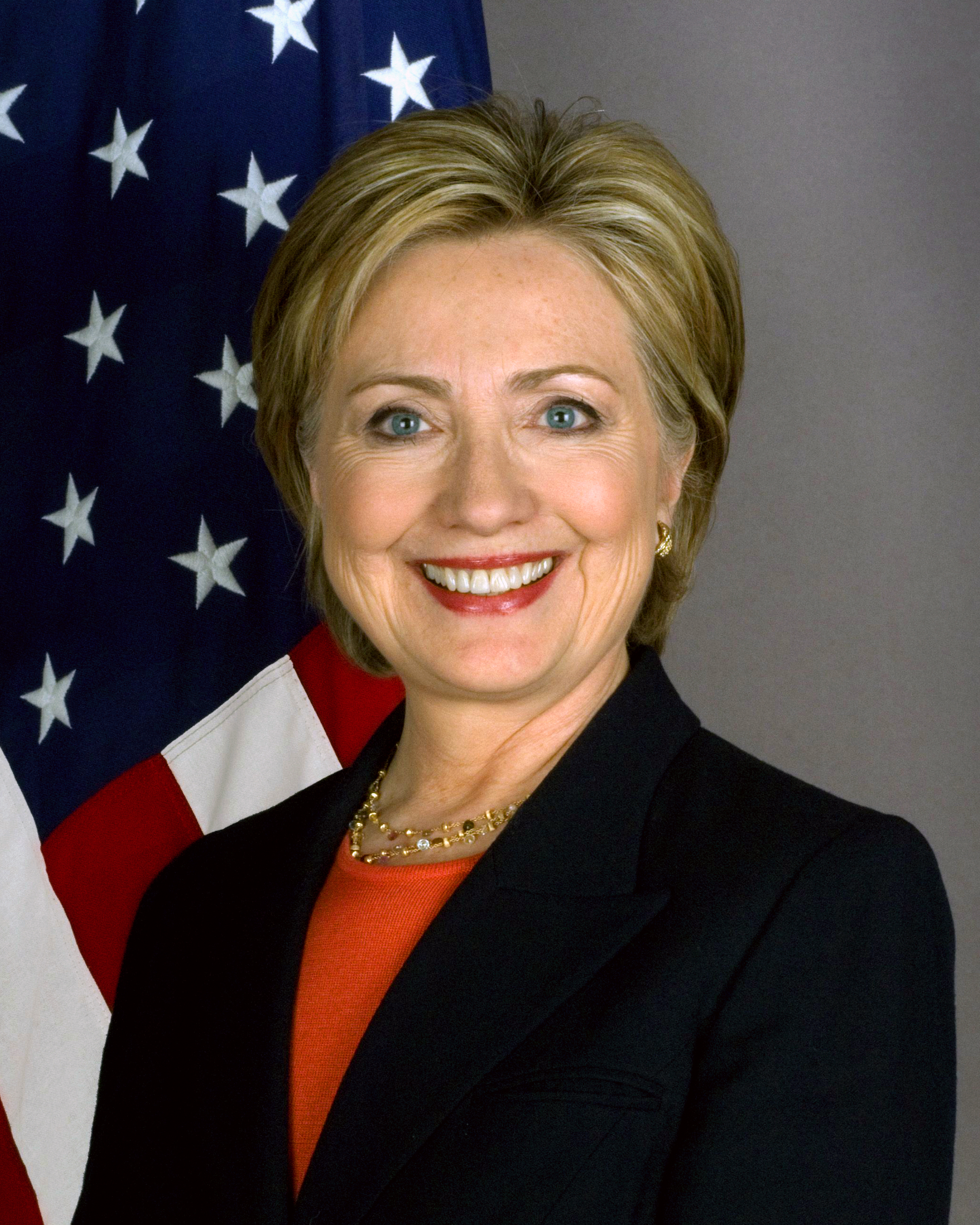
ヒラリー・クリントンはホットコーヒー問題を受けて、公的機関である連邦取引委員会がゲームを検閲することを推奨する法案を提出した。

ESRBが『サンアンドレアス』を調査中であることを公表した後、連邦上院議員であるヒラリー・クリントンが連邦取引委員会（FTC）に対し、「生々しいポルノと暴力的なコンテンツ」の出所を明らかにすること、このゲームのレーティングに「AO」を与えるべきか判断すること、「小売業のレーティング執行方針の妥当性を検証」することを請求した。
クリントンはさらに、18歳未満の個人に、暴力的または性的に露骨なテレビゲームを販売することを連邦犯罪とし、違反した場合に5000ドルの罰金を課す法案の提出に着手すると宣言した。
そして2005年12月17日に、上院議員の同僚であるジョー・リーバーマンとエヴァン・バイの支持も得て、ファミリー・エンターテイメント保護法案（Family Entertainment Protection Act、家庭娯楽品保護法）を提出した。
この法案では、レーティングが「M」または「AO」であるテレビゲームの未成年者への販売を禁止すると共に、FTCが既存のゲームに対して「Hot Coffee」MODが引き起こしたような隠しコンテンツを毎年チェックすることを奨励するというものであった。
この法案は上院議会の商業・科学・運輸委員会に付託されたが、審議されずに放置され、第109回議会の終了によって破棄された。
一方、下院議会では2005年7月28日に、テイクツーとロックスターに対してFTCの調査を開始させることを賛成多数（賛成355票、反対21票）で可決していた。これは開発者が『サンアンドレアス』の内容に関して、レーティングで「AO」を避けるために、意図的にESRBに誤解を与えさせたかをFTCに判断させるためのものであった。
2006年6月8日にFTCと対象2社は和解に達し、FTCは第三者によって有効にされたかどうかは問わず、「未使用とは言え閲覧可能な」ヌード画像と性的なコンテンツを開示しなかったことは、1914年の連邦取引委員会法に違反していると判断した。
和解案では、テイクツーとロックスター双方に対し、「レーティングに関する内容に関して、製品パッケージおよび電子ゲームのプロモーションや広告において明確かつ顕著に開示すること」を求め、これに違反した場合に最高1.1万ドルの罰金を科されるというものであった（ただし、当該内容が、事前のレーティング機関への提出時に十分に開示されていた場合は除く）。
結果としてFTCは2社に対してこの件で罰金を科さないことを決定したが、この時既にテイクツーは、先のリコールで2,450万ドル（2021年時点で3,290万ドル相当）の損害が生じていた。

### 集団訴訟（クラスアクション）
2005年7月27日、ニューヨーク在住の85歳女性が、ロックスターとテイクツーを相手取り、ニューヨーク州南部地区連邦地方裁判所に提訴した。彼女は14歳の孫のためにレーティング再指定前のバージョン（「M」）を購入してしまったとし、ロックスターが最初に販売したバージョンは虚偽広告、消費者への欺瞞、不公正な商習慣にあたると主張した。
2006年1月にロサンゼルス市が、市内の弁護士ロッキー・デルガディロ（Rocky Delgadillo）を代表として同様の訴訟を起こした。
他にも同様の訴訟が起こされたが、最終的には1つの審理に統合された（クラスアクション）。
2006年10月、連邦判事は、最初の原告が集団訴訟状態を追求できると判決を下した。
2007年2月に関連する当事者間での和解交渉が開始され、2008年1月28日に和解が成立した。これにより、ESRBの再レーティング以前のゲームを購入したすべての購入者は、最大35ドルの返金を受け取る権利を有するとされた。
『サンアンドレアス』は2150万本以上売り上げたが、この和解に応じて申し立てを行った購入者は3,000人未満であった。
弁護士とは130万ドルで和解したが、請求内容を解決するには3万ドルも掛かっておらず、和解金のほとんどは弁護士費用であった。またロックスターは、和解の一環として86万ドル相当の慈善寄付を行うことにも同意した。
和解案に基づく請求を行った被害者があまりに少なかったために、判事は7月31日に和解集団の認定を取り消した。
ホットコーヒー論争が起こっていた時点で、テイクツーは既に会社の創業者で会長であったライアン・ブラントが関与したインサイダー取引の容疑で米国証券取引委員会の調査を受けていた。この件は2005年6月9日に750万ドルの和解に至った。
2006年2月17日、テイクツーの株主は、同社の財政面での不適切な処理が収益に直接的な悪影響を与えたとして集団訴訟を起こした。この不適切な処理の中には、ホットコーヒー問題に対する会社の対応も含まれていた。
原告は「アダルトコンテンツを削除するのではなく、単に"ラッピングする（覆い隠す）"ことによって、被告はアダルトコンテンツが必然的に広く利用可能になることを把握していた」とし、証券取引法違反にあたると主張した。
この訴訟は2009年9月2日に和解に達し、テイクツーは2,000万ドル以上を支払い、かつ、将来も同様の問題から投資家を保護するために、コーポレート・ガバナンス・ポリシーと慣行を変更することに同意した。
この時点までに株主らはテイクツーの経営幹部のほぼ全員を解任することを支持し、ストラウス・ゼルニックが新しいCEOに任命された。

## 影響

### ゲーム業界への衝撃
ホットコーヒー問題と、その後の法的・財務的措置はロックスター社、ゲーム業界、改造コミュニテイの関係を悪化させた。
ロックスターが現在進行中のスキャンダルについて公式声明を出すことを拒否したことを、ローウェンスタインは臆病者だと批難し、「騒ぎを起こしたかったのなら、それは素晴らしいことだ（中略）しかし、クソがファンに当たった時、自分はしゃがんで身を隠すな。立ち上がって自分の作ったものを守れ」と述べた。
2012年のインタビューで、ダン・ハウザーはグランド・セフト・オートの物議を醸したコンテンツに関する反発について、「我々はそのコンテンツ性によって攻撃されたとは思ってはおらず、その（ゲームという）メディアゆえに攻撃されたわけで、少し不公正だと感じた。もし、このようなコンテンツが本や映画であったならば、人々は瞬きすらしなかっただろう」と述べている。
一方、改造コミュニティは、この論争に対するロックスターの対応について見捨てられたと感じた。「Hot Coffee」による社会的な混乱の責任を取らされた上に、今後のバージョンについて、「改造に対する耐性を大幅に強める」と発表されたためであった。
GTAGarage.comは、論争の中で「Hot Coffee」を自主的に削除したが、このミニゲームによって生じた否定的な反応は、改造文化に冷や水を浴びせる効果をもたらした。この中には、ゲームの改造による結果が、意図的に隠されていたコンテンツとみなされ、テレビゲームに対する法的強化を招くと恐れていたモッダーもいた。
ホットコーヒー問題は、ESRBとアメリカにおけるテレビゲームのコンテンツ・レーティングにも大きな影響を与え、ESRBはさらなるスキャンダルを避けるため、ディスクの提出とレーティングのプロセスを改善することを余儀なくされた:273。
『サンアンドレアス』の翌年にリリースされた『The Elder Scrolls IV: Oblivion』（『オブリビオン』）では、もともとESRBレーティングでは「T」（「Teen 13+」、13歳以上推奨）としていたが、「当初想定したよりも克明な血の描写」と、「改造パッチによって利用可能になる、封印されていた上半身裸の女性スキンデータの発覚」により、レーティングが「M」（成人向け）に再指定された。
『サンアンドレアス』と『オブリビオン』の出来事を受けて、ESRBは連邦議会下院のエネルギー・商業委員会において、成人向けまたは露骨なコンテンツを開示しなかったメーカーに対して最高100万ドルの罰金を科すと証言した。
2006年9月、上院議員のサム・ブラウンバックは、「Truth in Video Game Rating Act（ビデオゲーム・レーティングの真実法）」法案を提出した。この法案は、ゲーム会社からのビデオによるデモンストレーションに頼るのではなく、ESRBがレーティング決定前にゲームの全内容にアクセスすることを義務付けさせるというものであった。
ブラウンバックは、第109回と続く第110回議会にこの法案を提出したが、審議されることなく、閉会に伴い破棄されている。

### 販売・開発元及びシリーズへの影響
2006年6月、テイクツーはFrog City Softwareスタジオで制作中だった違法薬物取引をテーマとしたリアルタイムストラテジーゲーム『Snow』の開発を取りやめた。パブリッシャーはこの決定理由を明らかにはしなかったが、ホットコーヒー問題に起因したテイクツーの「政治的圧力」だとみなされている。
2008年4月29日にシリーズの続編となる『グランド・セフト・オートIV』がリリースされ、これは批評家から称賛を受け、商業的にも成功を収めた。
一部のファンは、このゲームに「ホットコーヒー」論争に関与したヒラリー・クリントンを揶揄するイースターエッグがあると考えていた。実際、ゲーム中に登場する自由の女神像 (Statue of Liberty) を模した「幸福の女神像 (Statue of Happiness)」の顔はクリントンに酷似しており、その手には松明の代わりに「コーヒーのカップ」が握られている。また、当該の像のデータファイル名が「stat_hilberty01.wdr」という風に、「ヒラリー (Hillary)」と「リバティ (Liberty)」のかばん語のようになっていることからも関連が示唆されている。
2014年にリリースされた『グランド・セフト・オートV』では、プレイヤーが一人称視点で売春婦と性行為を行える要素があり、このため、再びホットコーヒー問題が話題となった。
こうした要素があったにもかかわらず、『V』のESRBレーティングは「M」であった。
2018年にリリースされたロックスターの新作『レッド・デッド・リデンプション2』に関して、2020年2月、大手改造コミュニティサイトのNexus Modsにおいて公開されたMODが「Hot Coffee」と比較され、物議を醸した。このMODは主人公のアーサー・モーガンが酒場で娼婦と交渉し、2階で性行為を行うというものであった。
これを把握したロックスターは、このMODがエンドユーザー・ライセンス契約に違反しているとして公開中止を要求した。
このMODの製作者はサービス規約に違反していないと主張して抗議したが、Nexus Modsは公開直後に削除対応を行った。
2021年11月11日、ロックスターは、『III』『バイスシティ』『サンアンドレアス』の三部作を、それぞれリマスターしてセットにした『グランド・セフト・オート:トリロジー:決定版』をリリースした。
その2日後に、ロックスターは「意図せず含まれたファイルを削除する」としてWindows版のオンライン販売を中止すると発表した。これは主にライセンスを持っていないゲーム内サウンドトラックを指していたが、一部のデータ解析者が、ソースコード内に「Hot Coffee」を見つけたと主張していた。
販売中止から3日後には当該データの削除が完了したとして、再びオンラインで購入が可能となった。